# Linckia multifora
Linckia multifora är en sjöstjärneart som först beskrevs av Jean-Baptiste Lamarck 1816.  Linckia multifora ingår i släktet Linckia och familjen Ophidiasteridae. Inga underarter finns listade i Catalogue of Life.

## Bildgalleri

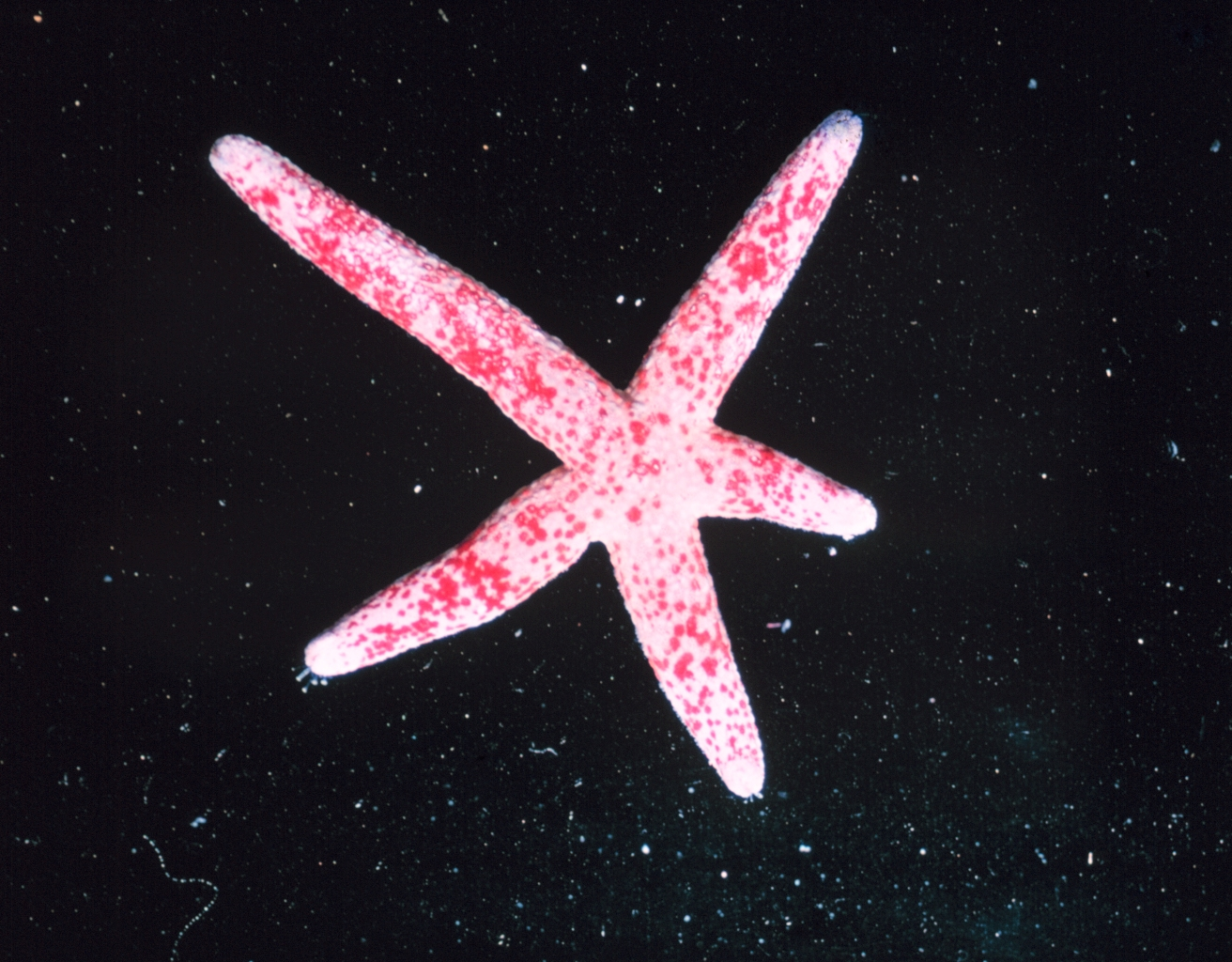
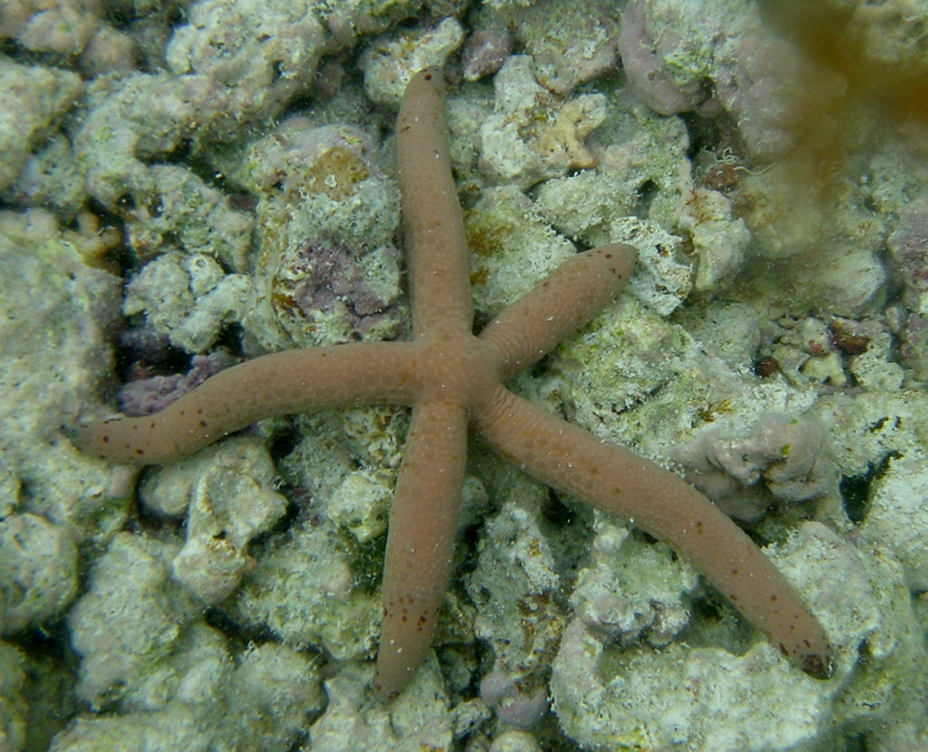
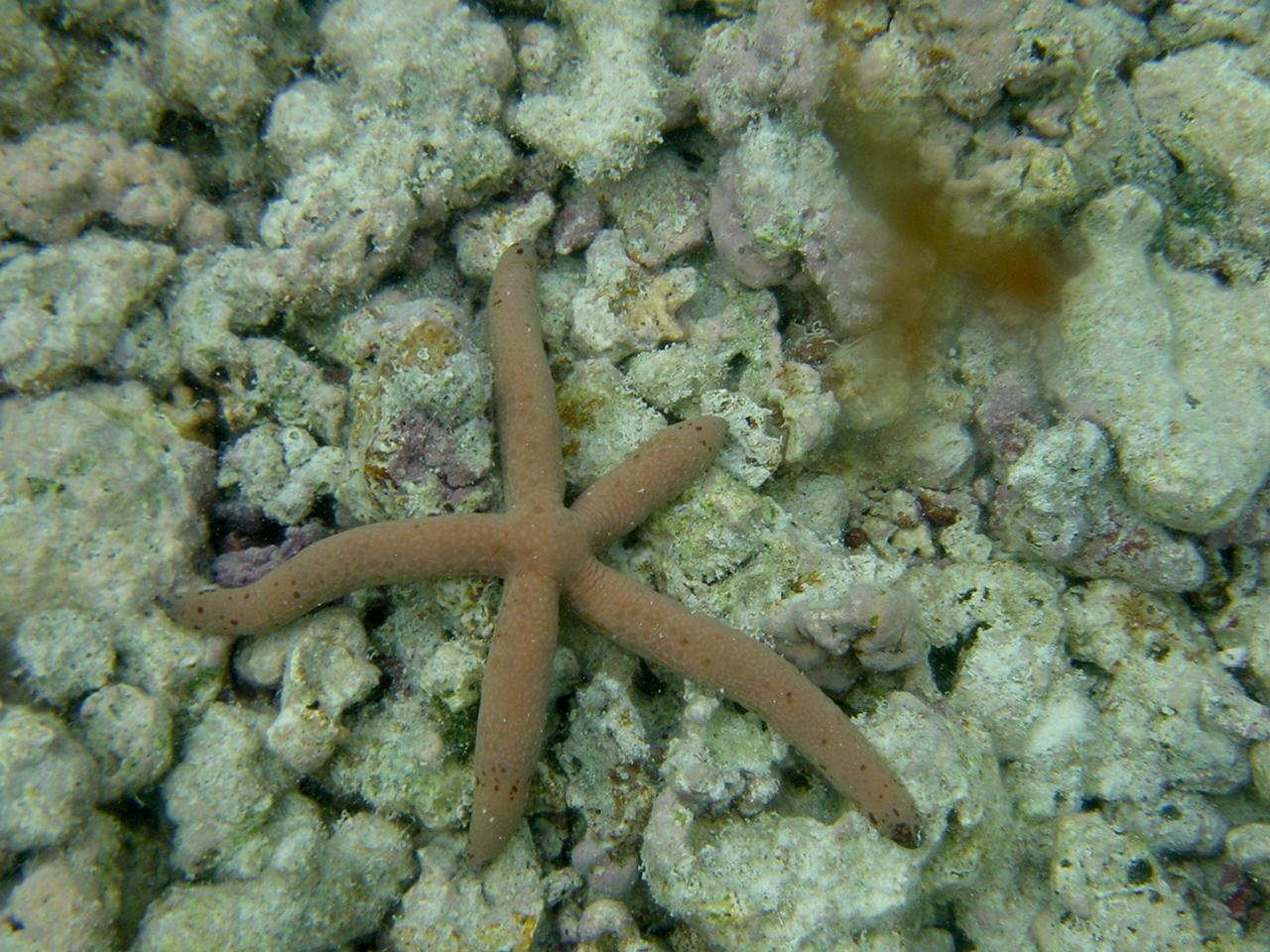
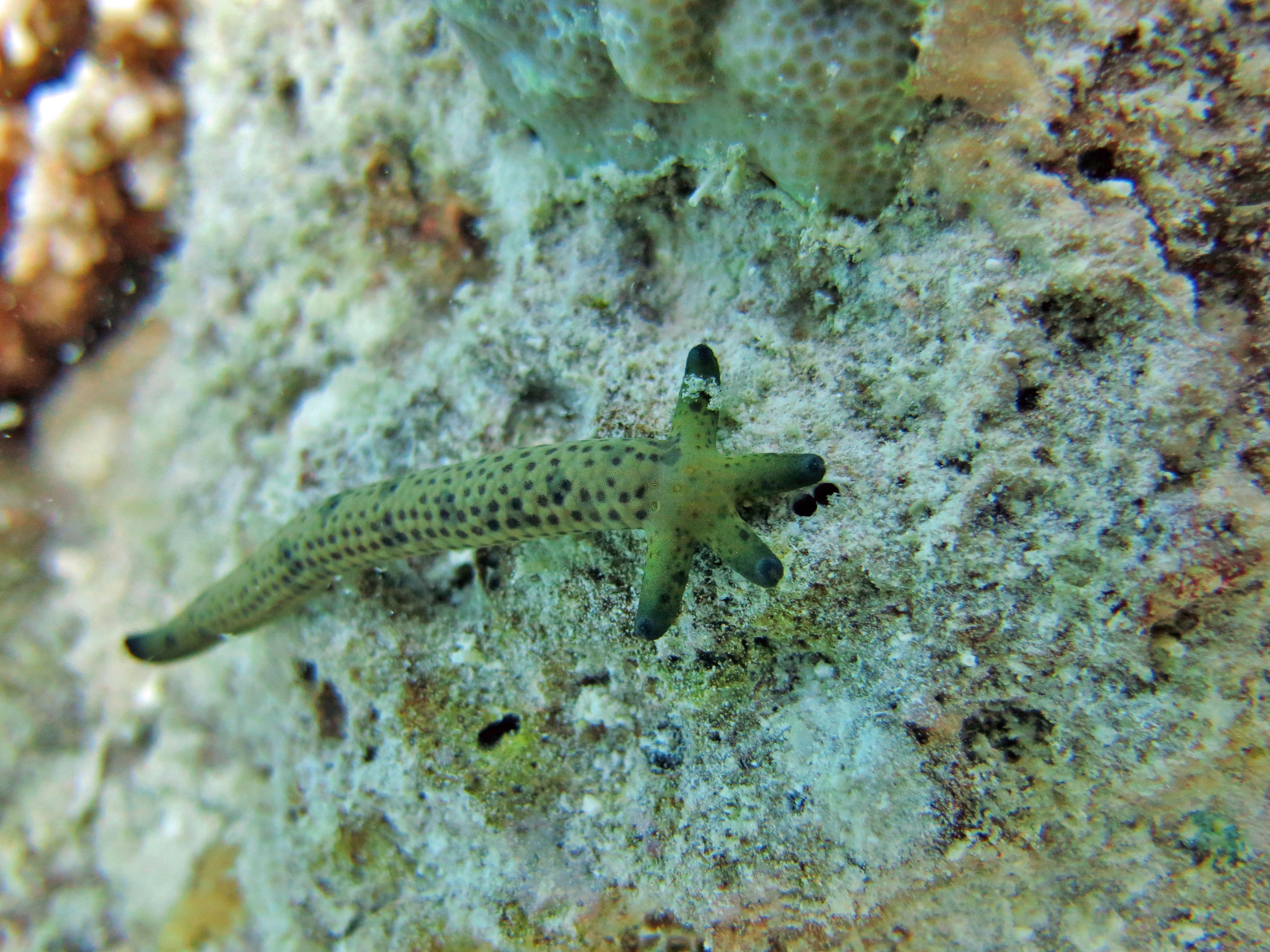